# Konstitutionell-Demokratische Partei

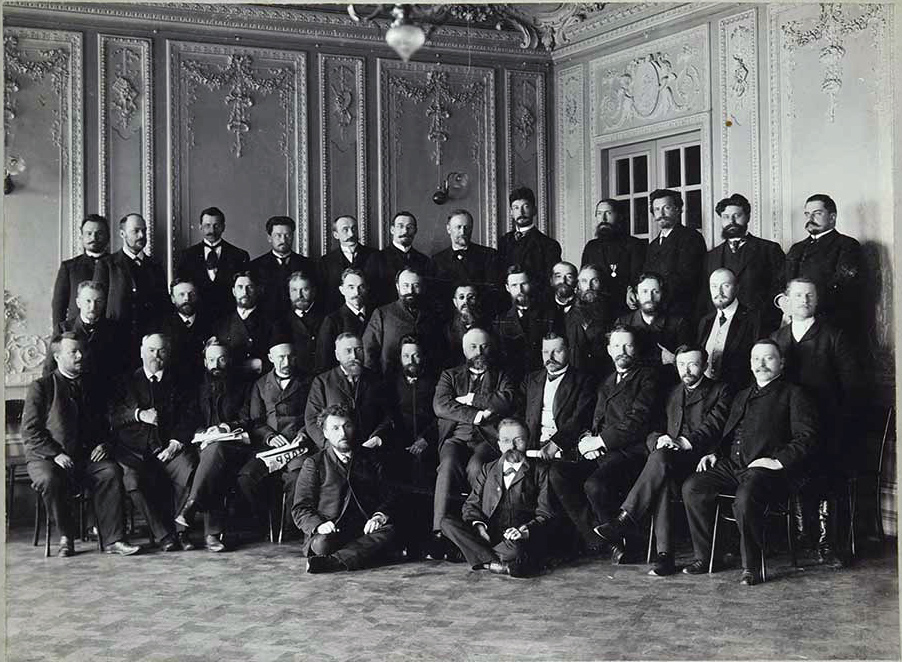
Gruppenfoto der Fraktion der Konstitutionell-Demokratischen Partei in der II. Staatsduma (Ende Februar 1907)

Die Konstitutionell-Demokratische Partei (russisch Конституцио́нно-демократи́ческая па́ртия, Konstituzionno-demokratitscheskaja partija) war eine Anfang des 20. Jahrhunderts in der russischen Duma aktive Gruppierung. Nach ihrer Abkürzung KD wurde sie auch als Kadetten (каде́ты, kadety) bezeichnet. Politisch stand sie liberalen Gedanken nahe.
In der ersten, in der Folge der Russischen Revolution von 1905 gewählten, Reichsduma stellte die Partei mit 37 % der Abgeordneten die größte Fraktion. Dies war auch darauf zurückzuführen, dass die linken Parteien die Wahl boykottiert hatten. Nachdem Zar Nikolaus II. die Duma schon wenige Monate nach ihrer Eröffnung wieder aufgelöst hatte, unterzeichneten einige Abgeordnete der Partei das Wyborger Manifest, das zur Steuer- und Wehrdienstverweigerung aufrief. Nach der Februarrevolution 1917 stellten die Kadetten mit Fürst Lwow den ersten demokratisch legitimierten Ministerpräsidenten Russlands. Außenminister der Provisorischen Regierung wurde der Parteivorsitzende Pawel Nikolajewitsch Miljukow. In der Miljukow-Note sagte dieser den Westalliierten, England und Frankreich, die Fortsetzung des Ersten Weltkriegs an ihrer Seite zu. General Lawr Georgijewitsch Kornilow unterstützten sie bei seinem Putschversuch. Dies und die ausbleibende Landreform zugunsten der Bauern kosteten die Partei im weiteren Verlauf der Revolution die frühere breite Unterstützung. Bei den Wahlen zur Verfassunggebenden Versammlung erhielt sie nur noch 17 Sitze.
Als diese am 5./6. Januar 1918 zusammentrat, war die Kadettenpartei bereits verboten. Am 28. November 1917 hatten die seit der Oktoberrevolution regierenden Bolschewiki sie zur „Partei der Volksfeinde“ erklärt und Lenin dekretierte die Verhaftung ihrer Führer. Mit dem gleichzeitigen Niedergang der Sozialrevolutionäre und der Menschewiki verschwand das Mehrparteiensystem in Sowjetrussland.
Zu den bekannten Vertretern der Kadetten gehören neben Miljukow und Fürst Lwow Sofja Wladimirowna Panina, Andrei Iwanowitsch Schingarjow, Wladimir Dmitrijewitsch Nabokow, Nikolai Wissarionowitsch Nekrassow und Mykola Wassylenko.